# Van Marle en Bignell
Van Marle en Bignell was een kunsthandel en veilinghuis voor kunst- en antiekveilingen, van medio 1919 tot ca 1980 gevestigd in het pand Lange Voorhout 58 Den Haag waar ook de gerelateerde onderneming Esher Surrey lange tijd gevestigd was.

## Geschiedenis

### Oprichting
Op 9 april 1919 wordt de “handelsvennootschap” met de naam “Van Marle en Bignell” - gevestigd te 's-Gravenhage ingeschreven. "Ten doel hebbende het organiseeren en houden van publieke veilingen buiten Rotterdam, het aannemen en uitvoeren van opdrachten tot aankoop van voorwerpen op de door de firma georganiseerde veilingen en alles wat met dit doel verband houdt in de ruimsten zin." De oprichters hebben elkaar leren kennen door hun samenwerking bij de Rotterdamse Kunsthandel de Protector en adverteren al ruim een jaar met de naam "Van Marle en Bignell" onder vermelding van de vestigingen in Rotterdam en Scheveningen van hun bestaande bedrijven voor veilingen die elders gehouden worden. Het veelzeggend dat bij de oprichting expliciet vermeld wordt dat het om "veilingen buiten Rotterdam" gaat, met andere woorden, Bignell krijgt zo de beschikking over de kleine tweehonderd jaar ervaring in de veilinghandel van Van Marle en de Sille terwijl die laatste het werkterrein tot buiten Rotterdam vergroot en er een kunsthandelaar bij krijgt.

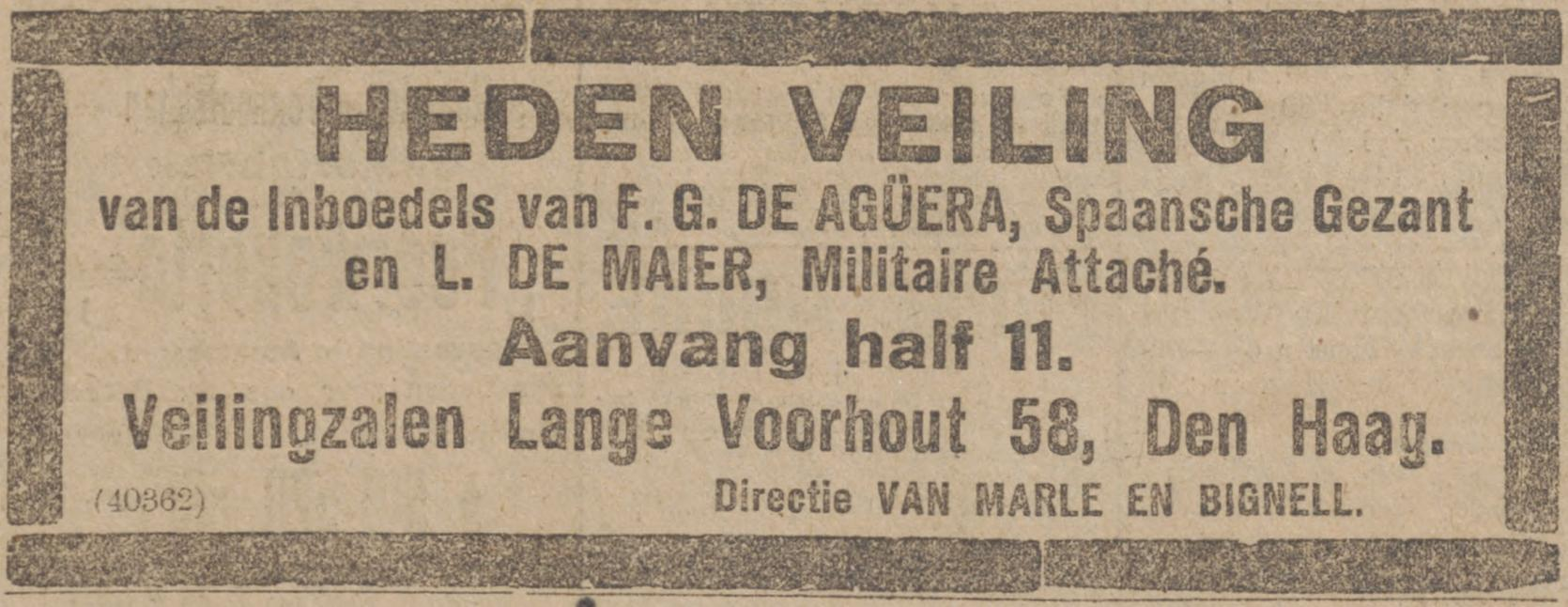
Veiling inboedel Spaanse gezant 1919

Waarschijnlijk weet medeoprichter Charles John Robert Bignell in de eerste helft van 1919 de residentie van de Spaanse gezant in Nederland te kopen na dat die in 1918 uit Nederland vertrekt wegens een benoeming elders. Aanwijzing hiervoor is dat het veilingbedrijf, kort na het betrekken van Lange Voorhout 58 in Den Haag, de boedel van de voormalige gezant veilt, wellicht was die bij de koop inbegrepen. Advertenties van het bedrijf zijn sindsdien vaak voorzien een tekening van de voorgevel van Lange Voorhout 58 maar aangezien in het bovenlicht van de entree decennialang de naam van de galerie "Esher Surrey" prijkt, is het pand waarschijnlijk primair onderkomen en bezit van de gelijknamige kunsthandel en is het veilinghuis er te gast tot, na het overlijden van Ludwig van Marle eind 1929 Bignell de enig overblijvende firmant in veilinghuis wordt.

## Veilinghuis
Voor zover bekend is het veilinghuis "Van Marle en Bignell" tot 1958 altijd een eigen rechtspersoon en worden onder deze naam veilingen van kunst, antiek en inboedels na bijbehorende kijkdagen georganiseerd maar nooit exposities van eigentijdse kunst zoals bij het oudere bedrijf "kunsthandel Esher Surrey". Ook na de Tweede Wereldoorlog en mogelijke opheffing van aparte rechtspersonen is door J.C. Bignell voor zover bekend de naam "Van Marle en Bignell" consequent gebruikt voor taxaties en veilingen en alles wat daar mee samenhangt.
Omdat beide bedrijven vanaf 1919 in het zelfde pand gevestigd zijn en vanaf 1930 dezelfde eigenaar hebben, valt dit verschil niet iedereen op en worden de bedrijven regelmatig verward in krantenartikelen.
De Crisis van de jaren 1930 was waarschijnlijk aanleiding voor een verbouwing van het pand aan het Lange Voorhout. Eind 1931 wordt het pand heropend met een vergrote zaal die zowel voor exposities als voor kijkdagen en bijbehorende veilingen kan worden gebruikt en zo voor beide bedrijven inzetbaar is. Bij de feestelijke heropening van het pand bevindt zich in de galerie een expositie van een eigentijdse kunstenaar terwijl in de de multifunctionele zaal de te veilen collectie "familie Paul Frenkel"  met oude schilderijen te zien is. Verschillende journalisten gebruiken na de heropening van het verbouwde pand abusievelijk de naam "Van Marle en Bignell" voor zowel galerie als het veilinghuis.

### Tweede Wereldoorlog

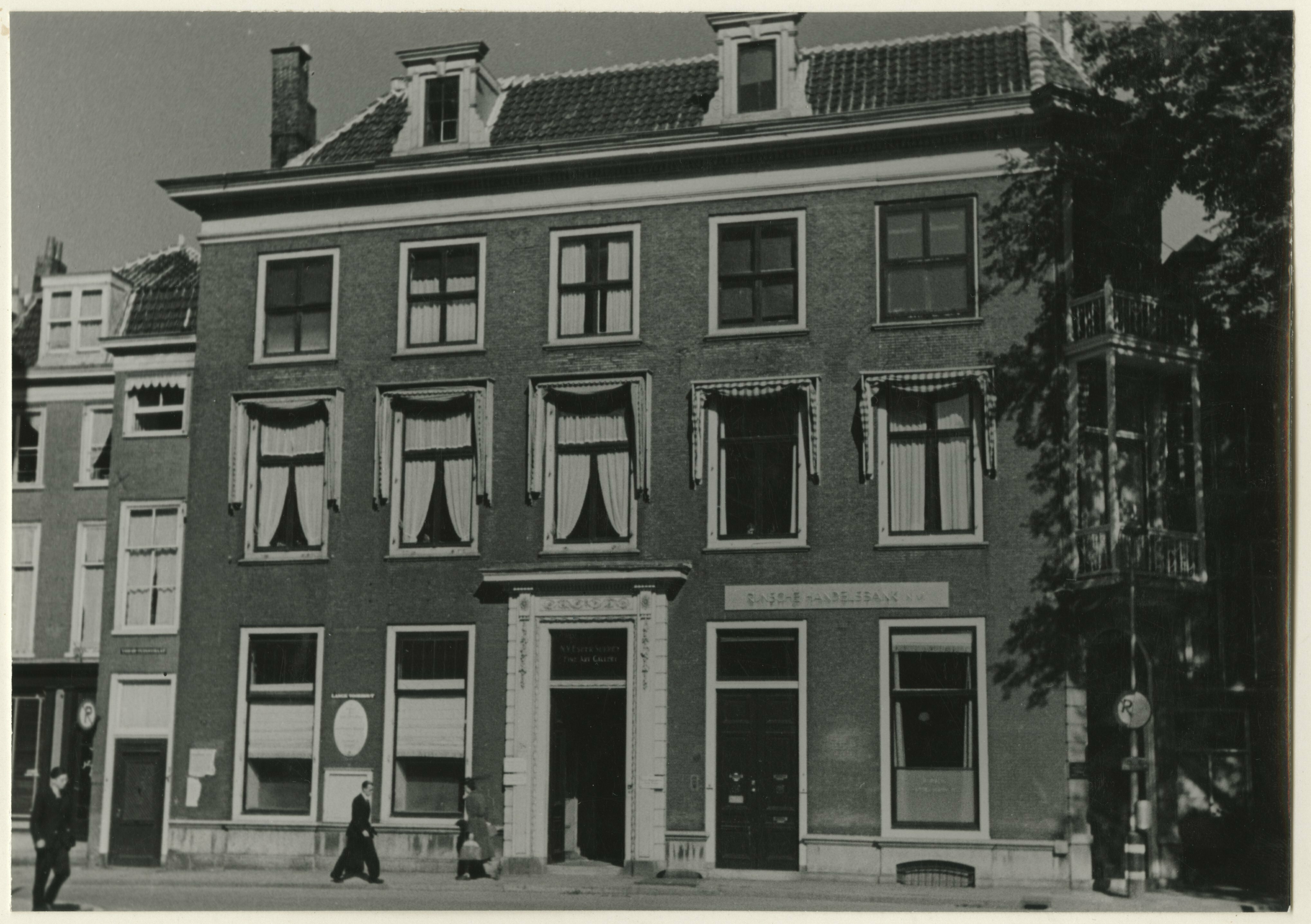
Lange Voorhout 58-58A in 1943 met naambord "Rijnsche Handelsbank NV” boven de rechter ramen waarvan het linker tot ingang 58A is verbouwd.

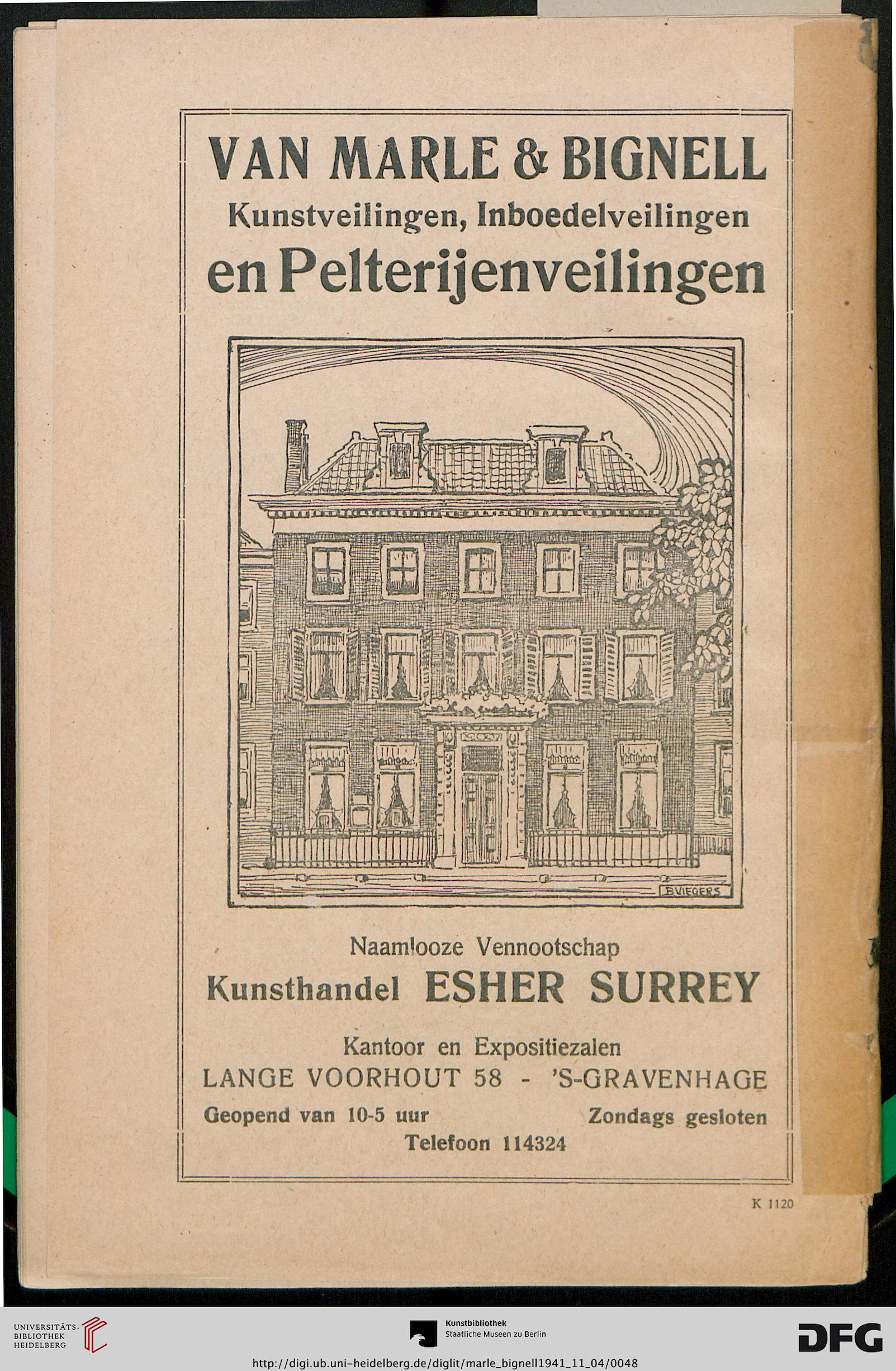
Inboedelveiling 1941

Tijdens de Tweede Wereldoorlog blijkt C.J.R. Bignell effectief een netwerk op te kunnen bouwen van mensen op sleutelposities ten aanzien van het "liquideren van vijandelijk vermogen", zowel Duitsers als Nederlandse collaborateurs. Dat vijandelijk vermogen bestaat onder meer uit kunstcollecties en inboedels van Joden zowel als niet Joden die het land ontvlucht zijn of om andere redenen in het buitenland verblijven en die door de bezetter als vijand werden aangemerkt. Bignell gebruikt zijn netwerk actief om andere veilingbedrijven vaak een stap voor te blijven en de nodige veilingen voor de bezetter te organiseren die de omzet van het veilingbedrijf verveelvoudigt. In de literatuur zijn gedetailleerde beschrijvingen van de handelwijze van Bignell, andere kunsthandels en veilinbedrijven zowel als de bezetter tijdens de oorlog te vinden. Waarschijnlijk konden de opbrengsten van deze veilingen voor de bezetter meteen bij de buurman, de Rijnsche Handelsbank, gestort worden.
Bignell veilt waarschijnlijk ook andere collecties waarvan de herkomst dubieus is. Zo laat Pieter Menten in 1943 een collectie schilderijen van "den Weledelgeb. Heer D. Menten" veilen. Decennia later, na de arrestatie van zijn broer, vertelt Dirk Menten dat dit buiten zijn medeweten was en dat zijn broer de opbrengst in eigen zak stak. Mogelijk heeft Bignell weinig moeite gedaan om te verifiëren of Piet Menten wel een geldige machtiging had.
Niet altijd is achteraf met zekerheid vast te stellen of geveild wordt met toestemming van de legitieme eigenaren. Een veiling op 1 september 1942 trekt veel aandacht omdat er fl. 300.000 voor De clementie van Keizer Titus van Rembrandt wordt betaald. Het schilderij behoort tot de collectie J.J.M. Chabot die mogelijk door de rechtmatige eigenaar geveild wordt. Aangezien het schilderij is aangekocht voor het Führermuseum in Linz maakt het tegenwoordig deel uit van de collectie gerecupereerde kunst van de Rijksdienst voor het Cultureel Erfgoed en hangt het als bruikleen in Museum De Lakenhal in Leiden "in afwachting van restitutie aan de rechtmatige eigenaren of hun erfgenamen."

### Na de oorlog
Het lijkt er op dat ondernemr Bignell meteen na de bevrijding al nieuwe kansen ziet om in het verslagen Duitsland kunst aan te kopen. Op 8 april 1946 wordt Bignell gearresteerd. Waarschijnlijk zijn zijn ondernemingen rond die tijd ook onder beheer geplaatst. Ondanks dat pakken gaan de activiteiten door, vermoedelijk onder de dagelijkse leiding van zoon John Charles Bignell.
Een en ander lijkt de veilinghandel weinig te schaden. Tot eind 1977 blijft het bedrijf in handen van J.C. Bignell en heeft tot die tijd in totaal meer dan zeshonderd veilingen georganiseerd.

### Na Bignell
Het einde van het bedrijf is niet tot in detail te reconstrueren. Waarschijnlijk verkoopt J.C. Bignell het pand Lange Voorhout 58 en de veilinghandel aan een vastgoedspeculant waarna beiden bezit van verschillende rechtspersonen worden en de veilinghandel huurder van het pand wordt. De veilinghandel is daarna nog twee jaar actief gebleven en lijkt zelfs even op te leven. In 1979 is, in ieder geval volgens de advertenties, Marcel Diederiks directeur maar in 1980 blijkt die alweer veilinghandelaar onder eigen naam te zijn. Waarschijnlijk wordt begin 1980 het veilinghuis "Van Marle en Bignell" beëindigd waarbij het niet helemaal duidelijk is welke rol de vastgoedeigenaar en een veilinghandelaar met een slechte reputatie daarbij spelen.